# Merton, Norfolk
Merton är en ort och civil parish i Storbritannien.   Den ligger i grevskapet Norfolk och riksdelen England, i den sydöstra delen av landet, 130 km nordost om huvudstaden London. Merton ligger 50 meter över havet och antalet invånare är 113.
Terrängen runt Merton är platt. Runt Merton är det ganska tätbefolkat, med 96 invånare per kvadratkilometer. Närmaste större samhälle är Thetford, 15,5 km söder om Merton. Trakten runt Merton består till största delen av jordbruksmark.